# Jeu-Maloches
Jeu-Maloches é uma comuna francesa na região administrativa do Centro, no departamento Indre. Estende-se por uma área de 12,31 km². Em 2010 a comuna tinha 125 habitantes (densidade: 10,2 hab./km²).